# François Shoyemon
François Shoyemon (? - 14 août 1633, Nagasaki) est un laïc japonais qui est reçu au moment de son martyre dans l'Ordre des Prêcheurs en tant que frère coopérateur dominicain. 

## Biographie
Shoyemon, après sa conversion au catholicisme, se met au service de l'Eglise. Il est employé comme catéchiste et traducteur pour les missionnaires. Au moment des persécutions il est arrêté et emprisonné. C'est pendant qu'il est en prison attendant son sort qu'il retrouve Dominique Ibanez d’Erquicia lui même arrêté et condamné à mort. Shoyemon avant de mourir désire se faire dominicain. Il est reçu dans l'Ordre dominicain en tant que frère coopérateur par Dominique lui-même. Il est mis à mort le même jour que le missionnaire espagnol. Son corps est finalement brûlé et ses cendres dispersées.

## Vénération
François Shoyemon fut béatifié avec 15 autres martyrs dont Dominique Ibanez d’Erquicia (Ils sont appelés les Seize martyrs de Nagasaki) le 18 février 1981 par le pape Jean-Paul II et canonisé à Rome par ce dernier le 18 octobre 1987. Il est fêté le 14 août,.